# Bolesław Leśmian
Bolesław Leśmian (22. ledna 1877, Varšava – 5. listopadu 1937, tamtéž) byl polský básník, prozaik a překladatel, v počátcích své tvorby představitel uměleckého hnutí Mladé Polsko.

## Život

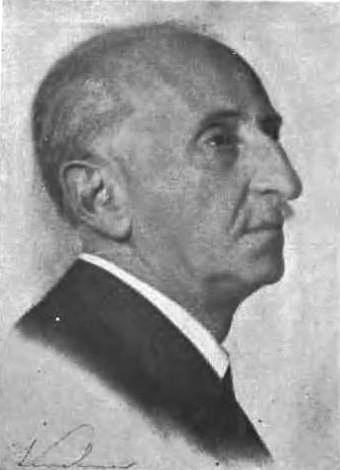
Bolesław Leśmian

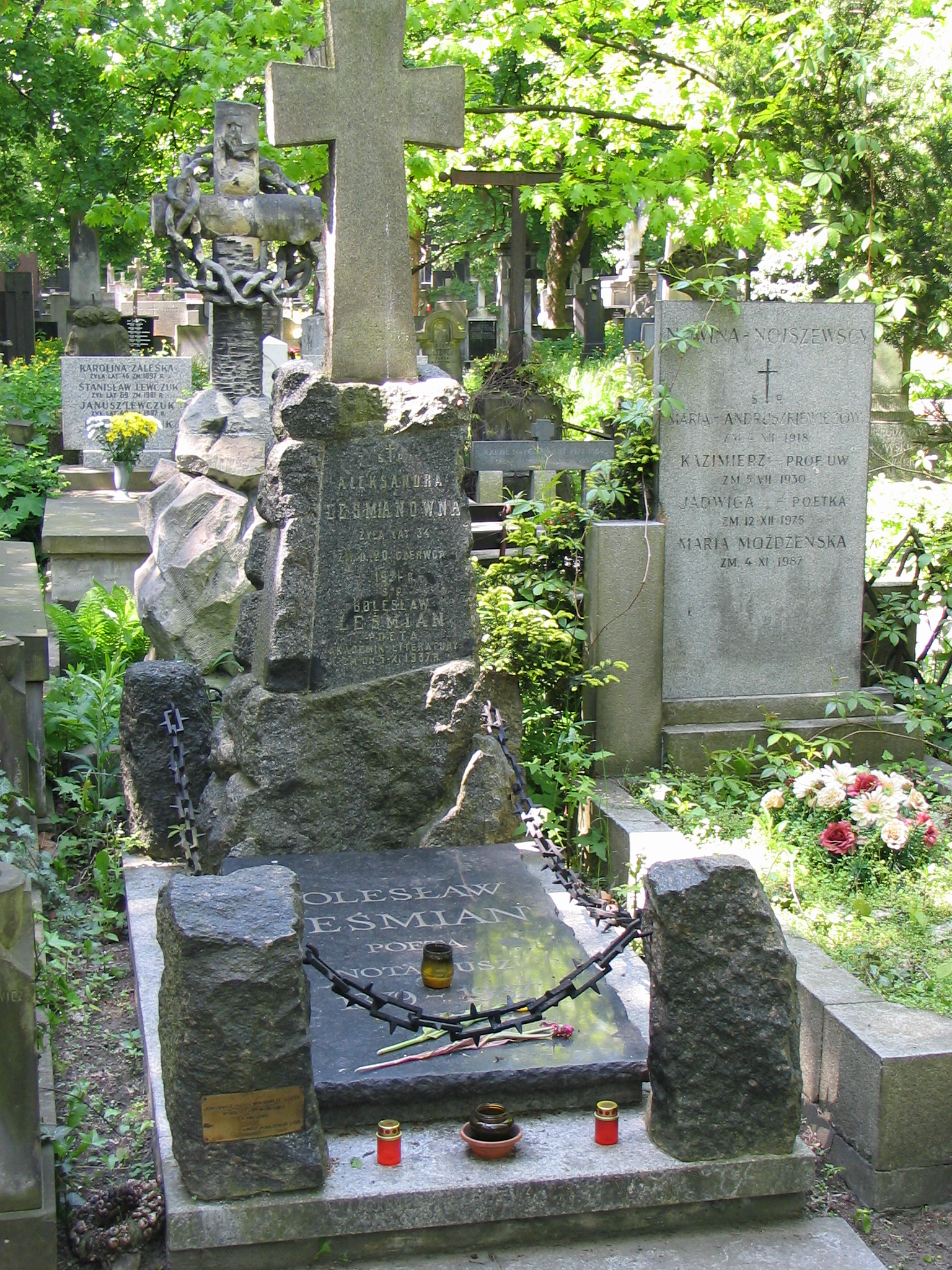
Hrob Bolesława Leśmiana ve Varšavě

Pocházel z polonizované židovské rodiny. Od roku 1885 žil v Kyjevě, kde roku 1896 vystudoval klasické gymnázium a pak práva na Kyjevské univerzitě. Po skončení studia roku 1901 se přestěhoval zpět do Varšavy a odtud se roku 1903 vydal na cesty do různých evropských měst. V Paříži se seznámil s moderními uměleckými směry, stýkal se s Konstantinem Balmontem a dalšími ruskými symbolisty a své první básně psal v ruštině. Roku 1905 se v Paříži oženil s malířkou Zofií Chylińskou, se kterou měl dvě dcery.
Po návratu do Polska spolupracoval časopisem Chimera Zenona Przesmyckého a s deníkem Nowa Gazeta. Roku 1911 se stal ve Varšavě spoluzakladatelem experimentálního divadla Teatr Artystyczny. V té době se hlásil k programu uměleckého hnutí Mladé Polsko. Ale již v básnické sbírce z roku 1912 Sad rozstajny (Sad na rozcestí) se začínal od programu hnutí odklánět, což se plně projevilo v jeho další básnické sbírce Łąka (1920, Louka).
Do roku 1918 pracoval jako železniční právní poradce a pak jako notář v Hrubieszówě (do roku 1922) a v Zamości (do roku 1935). Jeho poezie byla zpočátku přijímána chladně, ale od počátku třicátých vzrůstal postupně zájem o jeho práce, takže byl roku 1933 zvolen za člena Polské literární akademie. Ke konci života se pro svůj židovský původ stal objektem nevybíravých antisemitistických útoků. Zemřel na infarkt a pochován je na Powazkowském hřbitově.

## Dílo
Leśmian je dnes považován za jednoho z nejvýznamnějších polských básníků. Vycházel z filosofie Henriho Bergsona a ze symbolismu, který ale překonal tím, že pro své symboly hledal zvěcnění. Poezii chápal jako svébytný autonomní svět a jako nástroj pro vyslovování nadčasových pravd. Ztotožňoval se s přírodou, která je podle jeho názoru ve stavu neustálé změny a zanikání. Jeho básnická tvorba se vyznačuje smyslovou konkrétností, dějovostí, inspirací ve folklóru, jazykovými experimenty (novotvary, asociace, hyperboly) i humorným, ironickým, groteskním a absurdním podtextem. 
Kromě poezie je autorem fantastického románu Przygody Sindbada żeglarza (1913, Dobrodružství mořeplavce Sindibáda), pohádek, esejů, kritických črt a scénických pokusů. Také roku 1913 vydal překlady fantastických povídek Edgara Allana Poea pod názvem Opowieści nadzwyczajne.

## Výběrová bibliografie
- Sad rozstajny (1912, Sad na rozcestí), básnická sbírka.
- Klechdy sezamowe (1912, Sezamové pohádky), parafráze orientálních pohádek.
- Przygody Sindbada Żeglarza (1913, Dobrodružství mořeplavce Sindibáda), fantastický román, odkazující se na postavu Sindibáda ze sbírky arabských pohádek Tisíc a jedna noc.
- Łąka (1920, Louka), básnická sbírka.
- Napój cienisty (1936, Stinný nápoj), básnická sbírka.
- Dziejba leśna (1938, Lesní dění), posmrtně vydaná básnická sbírka.
- Klechdy polskie (1956, Polské pohádky), vznikaly společně se Sezamovými pohádkami, vydány byly až posmrtně.
- Szkice literackie (1959), výbor z autorových esejů, črt a literárních kritik.
- Wiersze rosyjskie (1961, Ruské verše), vydání autorových ruských básní v překladu Mariana Pankowského.

- Sad rozstajny (1912)

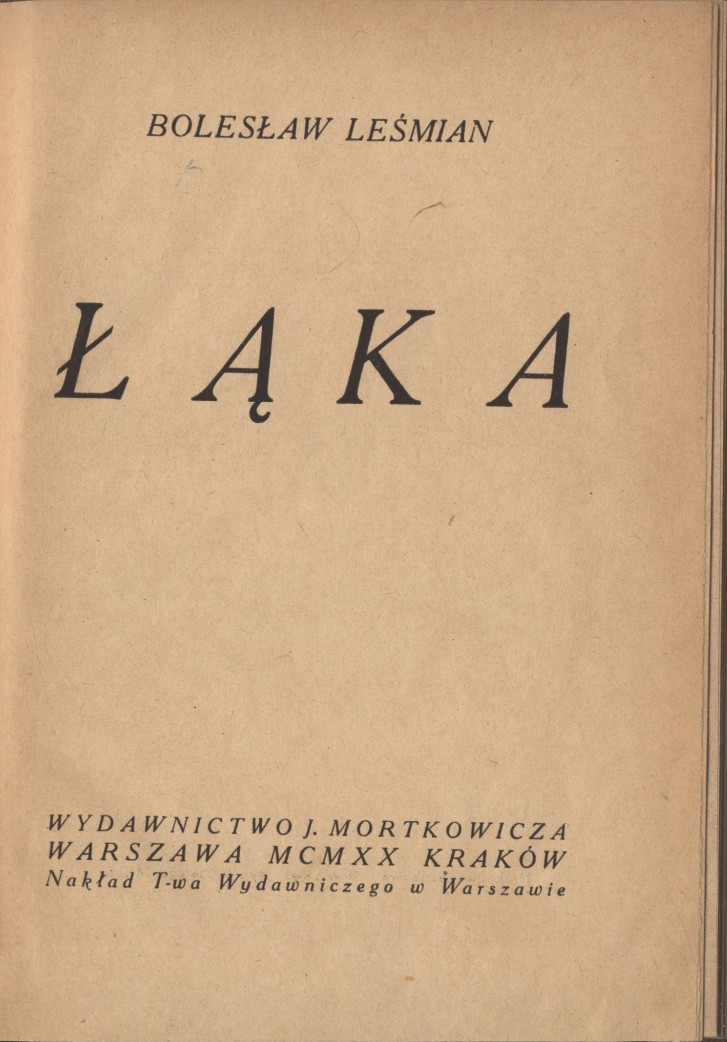
Łąka (1920)
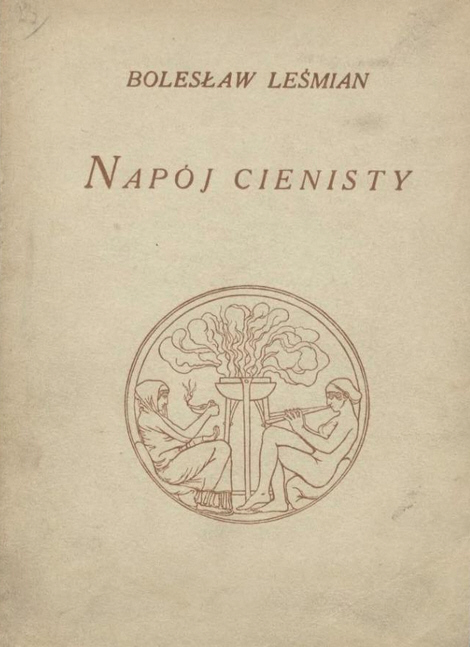
Napój cienisty (1936)
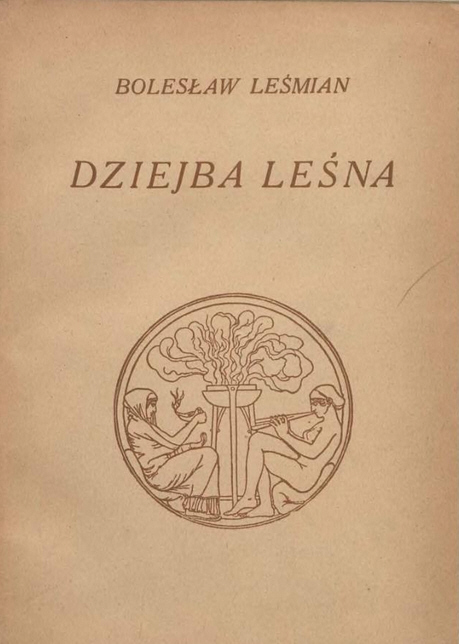
Lesní dění (1938)

## Česká vydání
- Zelená hodina, Praha: Mladá fronta 1972, přeložil Jan Pilař.
- Druhá smrt, Olomouc: Votobia 1995, vybrala a přeložila Iveta Mikešová.
- Rostla višeň na královském sadě, Jinočany: H&H 2005, vybrala a přeložila Vlasta Dvořáčková.